# Tibouchina paulistana
Tibouchina paulistana är en tvåhjärtbladig växtart som beskrevs av Frederico Carlos Hoehne. Tibouchina paulistana ingår i släktet Tibouchina och familjen Melastomataceae. Inga underarter finns listade i Catalogue of Life.